# Гран-Пале-Эфемер
Гран-Пале-Эфемер (фр. Grand Palais Éphémère, буквально «Временный Большой дворец») — временный зал для мероприятий на Марсовом поле в Париже. Здание было построено в 2021 году по проекту архитектора Жана-Мишеля Вильмотта группой мероприятий от имени Союза национальных музеев и Большого Дворца Елисейских полей и Организационного комитета летних Олимпийских игр 2024 года. Первоначально здание будет служить заменой Большому дворцу, который был закрыт на реконструкцию, и будет называться Арена Шан-де-Марс как место проведения Олимпийских игр в Париже.
После этого здание будет демонтировано.

## Позиция
Гран-Пале-Эфемер находится в юго-восточной части Марсова поля, с другой стороны парк граничит с Эйфелевой башней. Крестообразное здание зала мероприятий проходит параллельно Военной школе, а более длинная сторона отделена проезжей частью площади Жоффра. Памятник маршалу Жозефу Жоффру на краю Марсова поля был интегрирован в вестибюль Гран-Пале-Эфемер на площади Жоффр. Во время Олимпийских игр 2024 года дальнейшие соревнования будут проводиться на Марсовом поле между Гран-Пале-Эфемер и Эйфелевой башней на стадионе Эйфелевой башни, который также является временным стадионом под открытым небом. Ближайшая станция метро — «Эколь Милитер».

## История
Строительство Гран-Пале-Эфемер связано с Олимпийскими играми, запланированными на 2024 год в Париже.
Одним из назначенных мест является Большой дворец рядом с Елисейскими полями, построенный для Всемирной выставки 1900 года.
Гран-Пале-Эфемер был построен на краю Марсова поля в качестве подходящего компенсационного квартала, чтобы события, которые там регулярно происходили, продолжали происходить в центре Парижа.
Этот новый зал с самого начала планировался как временное здание, о чём говорит эпитет éphémère в его названии — «эфемерный», «недолговечный».
Гран-Пале-Эфемер также планируется как ещё одно место проведения Олимпийских игр 2024 года и в этом контексте также упоминается как Arena Champ-de-Mars.
Двумя клиентами Гран-Пале-Эфемер являются Французские национальные музеи Réunion des musées nationalaux et du Grand Palais des Champs-Élysées и Организационный комитет летних Олимпийских игр 2024 года.
Здание, спроектированное архитектором Жаном-Мишелем Вильмоттом, было открыто 12 июня 2021 года.
Общий бюджет в размере 40 миллионов евро должен быть рефинансирован за счет доходов от аренды Большого дворца Эфемер и платежей Организационного комитета Олимпийских игр.

## Архитектура
Здание Гран-Пале-Эфемер, спроектированное Жаном-Мишелем Вильмоттом, имеет площадь 10 000 м². Его длина 145 метров, ширина 140 метров и высота до 20 метров. Таким образом, он остается значительно ниже, чем противоположный купол Военной школы, чей неоклассический фронтон Анж-Жака Габриэля отражается в арочном стеклянном фасаде входа на площади Жоффра.
Два противоположных арочных входа в середине здания напоминают мотив арки в основании Эйфелевой башни на другом конце Марсова поля.
Клееные балки были изготовлены в столярной мастерской в эльзасском городе Муттершольц, а затем собраны на месте в Париже, чтобы как можно меньше беспокоить местных жителей строительным шумом.

## События
В Гран-Пале-Эфемер в первую очередь будут проходить мероприятия, которые регулярно проводились в богатом традициями Grand Palais. К ним относятся Парижская фотоярмарка, ежегодная конная выставка Hermès, показы мод Chanel, проходящие раз в два года в рамках Недели моды в Париже, а также различные художественные выставки, конгрессы и гала-ужины.
Гран-Пале-Эфемер привлек особое внимание 12 июля 2021 года, когда президент Франции Эммануэль Макрон выступил здесь с речью перед народом, объясняя текущую ситуацию с пандемией COVID-19 и соответствующие меры правительства. С 15 по 17 июля 2021 года во дворце проходил Десятый симпозиум Форума по деревянному строительству.
В сентябре 2021 года художественную ярмарку Art Paris в Гран-Пале-Эфемер посетили 56 000 человек. Это следовало из 26-го с 5 ноября Декабрь 2021 ярмарка антиквариата La Biennale 2021. Во время Олимпийских игр 2024 года в здании пройдут соревнования по борьбе и дзюдо, каждое из которых смогут посетить 8356 зрителей.